# Hans Haager
Hans Haager (* 22. November 1890 in Salzburg; † 23. Jänner 1981 in Kremsmünster) war ein österreichischer Mühlen- und Landwirtschaftsbesitzer sowie Politiker (ÖVP). Haager war von 1945 bis 1949 Abgeordneter zum österreichischen Nationalrat. Darüber hinaus trat er als Mundartdichter hervor.

## Leben
Haager besuchte die Volksschule in Pfarrkirchen und wechselte danach an das Gymnasium in Kremsmünster und Wels. Er absolvierte 1910 die Matura und studierte an der landwirtschaftlichen Hochschule in Berlin in der Abteilung technisches Gewerbeinstitut für Gärungsindustrie zwischen 1913 und 1914. Er schloss seine Ausbildung als diplomierter Braumeister ab.
Haager war von 1911 bis 1912 Praktikant in verschiedenen Brauereien und gelangte durch seine Heirat 1919 in den Besitz der Neumühle bei Bad Hall. Er wurde Zunftmeister der Müller Oberösterreichs und war Landesinnungsmeister der Müller Oberösterreichs. Zudem hatte er 1945 das Amt des Vizebürgermeister von Bad Hall inne. Haager war zwischen dem 19. Dezember 1945 und dem 8. November 1949 Abgeordneter zum Nationalrat. 